# گریگوری ویمبی
گریگوری ویمبی (انگلیسی: Grégory Wimbée؛ زادهٔ ۱۹ اوت ۱۹۷۱) بازیکن فوتبال اهل فرانسه است.
از باشگاه‌هایی که در آن بازی کرده‌است می‌توان به باشگاه فوتبال والنسین، باشگاه فوتبال متس، باشگاه فوتبال نانسی، باشگاه فوتبال کن، و باشگاه فوتبال لیل اشاره کرد.